# Shrek al Treilea
Shrek al Treilea (engleză Shrek the Third) este un film de animație american, lansat la 17 mai 2007 în Republica Moldova (și restul CIS), iar în ziua următoare în România și la nivel internațional. Filmul constituie a treia parte din seria Shrek, o serie produsă de Jeffrey Katzenberg pentru DreamWorks Animation. La nivel internațional, filmul este distribuit de Paramount Pictures.
Ediția internațională aduce în spatele personajelor actori cunoscuți de la Hollywood. Mike Myers îl interpretează pe „Shrek”, Eddie Murphy este „Măgărușul”, Cameron Diaz o interpretează pe „Prințesa Fiona”, Antonio Banderas are rolul „Motanului încălțat”, iar John Cleese îl dublează pe „Regele Harold”. Premiera românească a filmului a avut loc în 18 mai 2007 în varianta subtitrată și dublată, fiind distribuit de Ro Image 2000.

## Sinopsis
Shrek și prințesa Fiona urmează să-l succede pe regele muribund Harold, dar încercările lui Shrek de a servi ca regent în timpul concediului medical al regelui se termină în dezastru. El insistă că un ogru ca rege nu este ideal și că trebuie să existe altcineva. Înainte de a muri, Harold îi spune lui Shrek un alt moștenitor: nepotul său, Arthur "Artie" Pendragon . Între timp, prințul Charming promite să devină rege al Far Far Away și să răzbune moartea mamei sale, Zâna Zână . Fermecătorul merge la taverna Poison Apple și îi convinge pe ticăloșii de basm să lupte pentru „fericiții de veci”.
Shrek, Donkey și Puss in Boots au început să-l recupereze pe Artie. În timp ce pleacă, Fiona îi dezvăluie lui Shrek că este însărcinată, spre groaza lui Shrek, care nu crede că este capabil să crească copii. Călătoria în trio către Academia Worcestershire, o școală internată magică de elită, unde o descoperă pe Artie ca pe un subaltern de 16 ani. La mitingul de școală, Shrek îi spune lui Artie că a fost ales ca rege al Far Far Away. Artie este entuziasmat până când Donkey și Puss îl înspăimântă din greșeală discutând despre responsabilitățile regelui. Pierzând imediat încrederea, Artie încearcă să preia controlul navei și să o conducă înapoi către Worcestershire; în urma unei lupte cu Shrek, nava se prăbușește pe o insulă îndepărtată, unde se întâlnesc cu profesorul vrăjitor pensionat al lui Artie,.
Ticăloșii fermecători și alții atacă castelul, dar Wolfie, Pinocchio, Gingy și alții îi blochează suficient timp pentru ca ocupanții castelului, inclusiv Fiona și mama ei, regina Lillian, să scape. Unul dintre porci dezvăluie din greșeală că Shrek a plecat să-l recupereze pe Arthur, iar prințul fermecător reacționează trimițându-l pe căpitanul Hook și pirații săi pentru a-i urmări. Doamnele sunt închise într-un turn după ce Rapunzel le-a trădat, îndrăgostindu-se de Charming.
Căpitanul Hook și pirații săi ajung din urmă pe Shrek pe insula lui Merlin. Shrek evită capturarea, iar Hook dezvăluie preluarea de către Charming a Far Far Away. Shrek îl îndeamnă pe Artie să se întoarcă în Worcestershire. În schimb, Artie îl contrazice pe Merlin să-și folosească magia pentru a-i trimite la Far Far Away. Vraja îi determină pe Puss și Donkey să schimbe accidental corpul. Îl găsesc pe Pinocchio și află că Charming intenționează să-l omoare pe Shrek ca parte a unei piese. Oamenii lui Charming ajung, dar Artie păcălește cavalerii și evită capturarea. Mai târziu, intră în castel în timpul repetițiilor pentru piesă. Prinși în dressing-ul lui Charming, cei patru sunt luați captivi.
Charming se pregătește să-l omoare pe Artie pentru a păstra coroana. Pentru a salva viața lui Artie, Shrek îi spune lui Charming că Artie a fost un pion care să-i ia locul. Charming crede Shrek și îi permite lui Artie să plece. Donkey și Puss sunt închiși cu Fiona și doamnele, unde Fiona devine frustrată de lipsa lor de inițiativă. Regina Lillian sparge o deschidere în peretele de piatră al închisorii cu un cap. În timp ce prințesele lansează o misiune de salvare pentru Shrek, Donkey and Puss, eliberează Gingy, Pinocchio și alții împreună cu copiii lui Dragon și Donkey. Puss și Donkey îl înmoaie pe Artie explicând că Shrek a mințit pentru a salva viața lui Artie.
Fermecătorul pune în scenă un muzical în fața regatului. Așa cum Charming este pe cale să-i omoare pe Shrek, Fiona, Puss și Donkey, prințesele și alte personaje de basm se confruntă cu ticăloșii, dar pierd rapid într-un showdown. Artie apare și ține un discurs către ticăloși, convingându-i că pot fi acceptați în societate în loc să fie excluși. Ticăloșii sunt de acord să renunțe la căile lor rele, în timp ce Charming refuză să asculte și se aruncă cu Artie cu sabia sa. Shrek blochează lovitura și se pare că inițial a fost înjunghiat. Charming se hotărăște pe el însuși noul rege, dar Shrek dezvăluie că sabia i-a intrat de fapt între braț și trunchi și îl împinge pe Charming deoparte, în timp ce Dragon doboară turnul pe Charming.
Artie este încoronat rege. În timp ce regatul sărbătorește, Merlin revine schimbul de corp al lui Puss și Donkey. Shrek și Fiona se întorc în mlaștina lor, unde devin părinții tripletelor de ogru , făcând față părinților cu ajutorul lui Puss, Lillian, Donkey și Dragon.